# Бурейський район
Буре́йський райо́н — адміністративна одиниця Росії, Амурська область. До складу району входять 3 міських та 8 сільських поселень, разом — 11 поселень. Адміністративний центр — селище міського типу Новобурейське.
| Росія | Це незавершена стаття з географії Росії. Ви можете допомогти проєкту, виправивши або дописавши її. |